# Guerres vénéto-croates
 (janvier 2024).
Les guerres vénéto-croates sont une série de conflits armés sur la côte nord-est de la mer Adriatique entre la Croatie dalmate (jusqu'au Xe siècle), le Royaume de Croatie (indépendant jusqu'au XIIe siècle, puis en union personnelle avec la Hongrie) et la République de Venise. Ces conflits ont impliqué, du côté opposé à Venise, des membres du peuple croate en dehors des territoires inclus dans le Royaume de Croatie, notamment dans la Principauté de Neretva et la Zachlumie au sud, ainsi qu'au nord, en Istrie, qui faisait alors partie des créations étatiques germano-autrichiennes (la Principauté de Pazin (hr), plus largement, la Marche d'Istrie).
Tant l'histoire croate que vénitienne sont largement marquées par les conflits. Les affrontements entre Croates et Vénitiens surviennent dès l'établissement des États de ces deux peuples (VIIe et VIIIe siècles), s'intensifient au IXe siècle, diminuent considérablement au Xe siècle, reprennent vigueur au XIe siècle, et persistent avec différentes intensités (avec des périodes de trêve ou d'apaisement occasionnel) jusqu'en 1358, date de la conclusion de la paix de Zadar. Cela marque le début d'une période relativement calme, mais dès le début du XVe siècle, avec des rapports de force différents et dans des conditions différentes, les conflits militaires entre Croates et Vénitiens reprennent jusqu'à la fin de la République de Venise.
Les causes des guerres croato-vénitiennes résident dans la volonté des deux parties de prendre le contrôle des villes dalmates où la population était principalement romane et qui faisaient partie de l'Empire byzantin en tant que thème de la Dalmatie. Les Vénitiens avaient également plusieurs autres motivations, allant de l'établissement de la libre navigation en mer Adriatique (sans payer de droits aux dirigeants croates) à l'utilisation de nombreuses ressources nécessaires qui se trouvaient sur la côte croate, telles que les matières premières (par exemple, des forêts riches en bois), la main-d'œuvre et le marché pour la vente de leurs produits.
Après les premières tentatives de la République de Venise de prendre le contrôle de la côte nord-est de l'Adriatique, le tournant a été la défaite de ses forces navales lors de la bataille de Makarska le 18 septembre 887, au cours de laquelle le doge Pietro Ier Candiano est tué. Les conflits ont depuis diminué ou cessé, car la République de Saint-Marc a commencé à payer un tribut annuel pour un passage libre dans la mer Adriatique à partir de ce moment-là (ou un peu plus tard), et cela dure presque jusqu'à la fin du Xe siècle. Des périodes plus agitées ont suivi, au cours desquelles les Vénitiens prennent temporairement le contrôle d'un certain nombre de villes côtières croates, ainsi que des zones côtières et des îles. Le doge Pietro II Orseolo, vers l'an 1000, en cessant de payer le tribut, conquiert de nombreuses villes dalmates avec sa flotte de guerre (dont Rab, Zadar, Biograd, Trogir, Split, Vis, Korčula, Lastovo et Dubrovnik), la plupart d'entre elles se libérent ensuite rapidement du pouvoir vénitien. Au cours de la première moitié et du milieu du XIe siècle, les rois croates Étienne Ier et son fils Petar Krešimir IV les libérent, de sorte que la Dalmatie était sous la couronne croate à l'époque de ce dernier.
Au XIIe siècle, les Vénitiens prennent de nouveau le contrôle d'une partie de la côte croate, mais les rois croates-hongrois réussissent à la récupérer périodiquement. L'instabilité, les opérations militaires et le passage du territoire côtier croate de main en main ont persisté tout au long des XIIe, XIIIe et XIVe siècles. Pendant cette période, la ville de Zadar a particulièrement combattu les Vénitiens, avec les guerres zadaro-vénitiennes les plus intenses se déroulant aux périodes suivantes : 1115-1118, 1159-1180, 1181-1202, 1242-1247, 1311-1313 et 1345-1346. Lorsque Louis d'Anjou devient roi, il décide d'expulser complètement les Vénitiens de son royaume. Après les premières campagnes militaires infructueuses, il rassemble suffisamment de puissance militaire pour les vaincre lors de la guerre de 1356-1358 et les annexer à la Croatie-Hongrie par le traité de Zadar en 1358, assurant ainsi une période plus calme de 50 ans avec les Vénitiens.
En acquérant la Dalmatie au roi Ladislas de Naples en 1409, la République de Venise, à partir de 1420, rétablit son contrôle sur la majeure partie de la côte croate le long de la mer Adriatique. Cependant, même à ce moment-là, les conflits entre les Croates et les Vénitiens ne se sont pas arrêtés mais ont plutôt été de plus en plus liés à des bouleversements militaires et politiques plus larges, avec l'entrée de nouvelles grandes puissances dans la région plus vaste du sud-est de l'Europe : la monarchie des Habsbourg et l'Empire ottoman. Cela a marqué le début de la période des guerres vénéto-ottomanes et des guerres austro-vénitiennes (comprenant des événements tels que la guerre de la Sainte-Ligue et la guerre de Gradisca). Des parties de l'armée féodale croate, ainsi que des unités individuelles croates, ont participé à ces guerres, parfois du côté opposé.
Avec la chute de la République de Venise en 1797. Les forces militaires croates participent, au sein de l'armée de la monarchie des Habsbourg, aux guerres contre les États successeurs de la république défaillante - la France révolutionnaire de Napoléon et le royaume d'Italie.